# Gamle gnävadarskald
Gamle gnävadarskald (Gamli gnævaðarskáld) var en skald, troligen från Island, som antas ha varit verksam på 900-talet. Endast två halvstrofer av hans diktning har bevarats; de finns båda i Snorre Sturlassons Skáldskaparmál. Men redan på Snorres tid tycks Gamle ha varit en bortglömd poet, vilket är desto egendomligare som de bevarade raderna låter ana att han varit en både originell och rutinerad diktare.

## Gamles identitet
När det gäller att "identifiera" (det vill säga placera in i rätt släkt- och tidssammanhang) okända isländska skalder från 900-talet eller 1000-talets början, brukar forskarna gå till väga på ungefär samma sätt som den uppmärksamme läsaren av en pusseldeckare. Praktiskt taget allt som fanns av högättat och ansett folk på Island vid denna tid är nämnda i Landnámabók. Också Gamle bör rimligen finnas där, även om tillnamnet "gnävadarskald" saknas. Det gäller "bara" att hitta de rätta ledtrådarna.
Finnur Jónsson gissade, liksom senare Åke Ohlmarks, att Gamle gnävadarskald tillhörde den från Landnáman och andra källor kända Skegge skammhöndungs ätt från Midfjorden; närmare bestämt att han var Skegges far Gamle Tordsson (Gamli Þórðarson). Om detta är riktigt skulle skalden ha varit född på 960-talet och förmodligen ha verkat som skald en bit in på 1000-talet. Problemet är bara att gissningen inte bygger på mycket mer än det faktum att Gamle Tordsson hette just "Gamle", och att det inte är ett alltför vanligt namn.

## Tillnamnet
Verbet gnæfa betyder "att resa sig högt mot skyn" och substantivet gnævuðr blir då "en som reser sig högt över alla andra". Ohlmarks söker förklara skaldens tillnamn så här: "Skalden har i sin tidiga ungdom – ty det är då de brukar få sina tillnamn – besjungit någon högt uppsatt person, som han i sitt lovkväde apostroferat som gnævuðr 'den som är skyhögt över alla'."  Genom att ordet gnævuðr har funnits och upprepats i kvädet – kanske rentav som stef – har Gamle blivit kallad gnævaðarskáld.
Det har också föreslagits att gnævuðr skulle kunna syfta på skalden själv – att han kanske varit av det högresta slaget – men det vanliga har faktiskt varit att skalderna fick sina tillnamn efter någon som de besjungit. 

## Verk
Av de två halvstrofer som bevarats handlar den första om Tors fiskafänge och rymmer en ganska invecklad kenning för Tors hammare Mjölner, vilken har ansetts tyda på att Gamle varit en väl rutinerad skald. Som kenning för Tor används uttrycket "Bilskirnes konung" (gramr Bilskirnis) – det är det äldsta belägget för namnet på Tors borg.
Den andra halvstrofen lyder så här i Kocks upplösning: Ungr ǫðlingr drap sér ungum á naglfara tungu ok meðalkafta orða aflgerð innan bords.
Ohlmarks ger följande prosaöversättning: Den unge fursten slog som (mycket) ung på nitfararens (svärdets) klingas och fästes ords kraftgärning (svärdsleken) mellan skeppsbord (ombord på vikingaskepp).
Ohlmarks tänker sig här att den unge furste (ǫðlingr) varom dikten handlar, kanske är just den gnævuðr som ligger bakom Gamles diktarnamn. Han gissar vidare att fursten var Erik jarl, en av segrarna i slaget vid Svolder. Dikten kan då ha tillkommit kort efter år 1000. Erik var då en ung man (32-33 år), men han var ännu mycket yngre (sér ungum) när han i 12-årsåldern i sitt första sjöslag dräpte sin fars svärfar Skopte.
Strofen stämmer alltså förträffligt väl in på Erik jarl. Problemet är bara att Skáldatal i sin uppräkning av Erik jarls hirdskalder inte nämner någon enda person med namnet Gamle. Detta bevisar inte att någon sådan hirdskald inte har funnits – men det visar ändå att tolkningen hänger rätt så mycket i luften. Sanningen är nog att ingen vet vem Gamle gnävadarskald var, eller ens vilket århundrade som han tillhörde.